# Aleksandr Herzen
Aleksandr Ivanovitj Herzen (russisk: Александр Иванович Герцен tr. Aleksandr Ivanovitj Gertsen ; født 6. april 1812, Moskva - død 21. januar 1870, Paris) var en ledende russisk, vestlig orienteret, skribent og filosof, kendt som "den russiske socialismes far". Herzen er blevet set som den, der lagde det politiske grundlag for at livegenskab for russiske bønder blev ophævet i 1861.